# سنگ‌نگاره‌های دازو
سنگ‌نگاره‌های دازو (به چینی: 大足石刻) نام مجموعه‌ای از پیکرتراشی‌های مذهبی است که به سده ۷ میلادی باز می‌گردد.
مجموعه آثار سنگی دازو در شهرستان دازو و در نزدیکی شهر چونگ‌کینگ در غرب کشور چین قرار دارد. در کنده‌کاری‌های سنگی دازو نمودی از آموزه‌های آئین بودایی، کنفوسیوس و باورهای تائویی گرفته‌است.
سنگ‌نگاره‌های دازو در چین شامل بیش از ۵۰هزار مجسمه سنگی می‌شوند.